# I. Henrik német király
I. Henrik vagy Madarász Henrik (németül: Heinrich I. der Vogelsteller), (vsz. 876 – 936. július 2.) szász herceg 912-től, német király 919-től haláláig. A Szász dinasztia alapítója, maga a Liudolfing család sarja. Őt tekintik a német nemzeti királyság megalapítójának. Keménykezű uralma készítette elő Nagy Ottó tevékenységét.

## Élete

### Trónra lépése
I. Dicsőséges Ottó szász herceg és Babenbergi Hedwig fiaként született. Édesapja halála (912) után a nagyhatalmú Henrik konfliktusba keveredett a Konrád családdal, köztük is elsősorban I. Konráddal, aki bár a német király címet magáénak mondta, tényleges hatalma csupán Frankföldre korlátozódott. Konrád halála után a két család házasságkötés révén kiegyezett egymással.
I. Konrád halálos ágyán őt jelölte meg utódjául. 919. május 12-én választották királlyá a szász és frank előkelőségekkel kiegyezve Fritzlarban.
Az eseményt az egyház is támogatta, és választás a szász és frank seregek egyesülését eredményezte.

### Kezdeti harcok
Uralmát a törzsek alávetése helyett a törzsek szövetségére igyekezett alapozni, ellenfeleivel szemben mégis fegyverrel kellett föllépnie: megválasztása belháború kezdetét jelentette, mert a svábok és a bajorok ugyanakkor Arnulf bajor herceget választották királlyá (? – 937) Arnulf ellenkirálysága azonban a mai napig vitatott. Tény, hogy lépések történtek Arnulf német királlyá történő koronázására[forrás?].
Ám a lázadók méltó ellenfélre találtak. Elsőként I. Burchard sváb herceg vetette alá magát 920-ban a királyi hatalomnak, majd 921-ben Arnulf is kénytelen volt meghódolni. II. Burchard sváb herceg halála után saját bizalmasát, a Konrád-házi Hermannt ültette Svábföld hercegi székébe.

### Lotaringia kérdése
921-ben átengedte – ideiglenesen – Lotharingiát III. Károly nyugati frank királynak; ezért cserébe Károly elismerte őt német királynak.
Később Károlyt saját nemesei lették a trónról – Henrik ezt kihasználva 925-ben hódoltatta Giselbert herceget. Hogy Giselbert hűségét biztosítsa, saját leányát, Gerbergát adta hozzá feleségül.

### A magyarok
924-ben a magyarok újra Szászországba törtek. Maga a király is kénytelen volt egyik várába zárkózni előlük. Henriknek ekkor egyik vezérüket – talán valamelyik Árpád-fit – sikerült fogságba ejtenie, ily módon 9 évnyi békét tudott vásárolni a Németország-szerte rettegett támadóktól. 926-ban egy magyar sereg ugyan végigportyázta Bajorországot, Svábföldet és Lotharingiát, de ez a hadjárat valószínűleg a nagyfejedelem tudta nélkül történt, és nem is ismétlődött meg a béke időtartama alatt. Henrik békekötésre és adó- (pontosabban hadisarc) fizetésére kényszerült.

### Harc a szlávok ellen

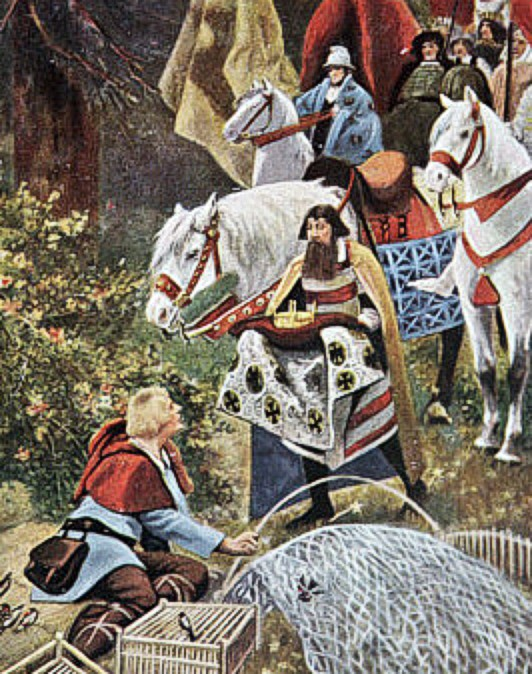
Henrik megkapja a német koronát madarászás közben.
(Hermann Vogel festménye 1900 körül)

A belvillongások lecsendesedése, valamint a magyar támadások időleges szüneteltetése lehetővé tette a terjeszkedő politikát. Keleten a szlávok elleni terjeszkedő politikáját kombinálta keresztény misszióval: ő (és fia, I. Ottó) elvette a polábok (Elba menti szláv törzs) földjeit és határőrvidékeket (markokat) alakított. Az elfoglalt városok minden férfi és női lakosát megölette, a gyermeket rabszolgának adatta el. 927–929 folyamán a havelek, milcek, lausitzi szorbok ellen vezetett sikeres hadjáratot, amely Brandenburg (Brennabor) elfoglalásával a keleti kolonizáció kezdetét is jelentette. 929-ben Lenzennél leverte e vilcek és obodritok felkelését, és még ebben I. Vencel cseh fejedelem is elismerte a hűbéri függést: lényegében innentől számítható Csehország betagolódása a birodalom szervezetébe. A szláv törzsek ellenőrzésére alapította Brandenburg és Meißen várát.

### Merseburg
Amikor Henrik a 9 éves béke lejártával, 932-ben megtagadta a magyaroknak a további adófizetést, már minden téren alaposan felkészült – királyi birtokokon épített várak ("városok"), páncélos lovasság felállítása, szabadok hadi kötelezettségre fogása, fegyverforgató városi polgárság szaporítása, a magyarok módjára betanított könnyű lovasság szervezése –, így amikor azok a következő évben rátörtek országára, 933. március 15-én a merseburgi (riadei) csatában vereséget mért rájuk. A csatában cseh segédcsapatokat is bevetett.

### Dánok és burgundok
Henrik figyelme ezt követően északnak fordult. A Dél-Dániát uraló svéd-viking király, Gnupa ellen vezetett hadat, és 934-ben lerombolta a nagy viking kereskedővárost, Hedebyt; majd a dánoktól elfoglalt területeken, a Schlei öböl és az Eider folyó vidékén visszaállította az egykori Schleswigi Őrgrófságot.
935-ben Burgundiát is a birodalom függésébe kényszerítette.

### Halála, utódlás
Római utazását tervezte, de 936-ban egy szélütés végleg keresztülhúzta számításait. Földi maradványait Quedlinburgban helyezték végső nyugalomra.
Mivel még egy 929-es rendeletben szabályozta a trónöröklést – melyben szakított a frank-karoling tradíciókkal – a koronát a második házasságából származó első gyermekére örököltette. A későbbi I. Ottót ugyanis édesapja már királyként nemzette. A Karoling hagyományokkal történő szakítás, valamint az a tény, hogy a koronát egy szász örökölte, az első lépések egyike volt egy olyan állam kialakítása felé, melyet németnek lehetett nevezni. Ugyanebben az évben rendelte el Henrik a birodalom feloszthatatlanságát, mely szintén a frank-karoling tradíciókkal való szakítást erősítette.
A hercegek megfékezésével és a birodalmi határok kiterjesztésével megalapozta dinasztiáját, utódai, a Szász-ház tagjai 1024-ig uralkodtak.

## Egyéb
- Valószínűleg 935-ben II. Rudolf burgund király megajándékozta Henriket az – 1000 évvel később Adolf Hitlert is megbabonázó – úgynevezett szent lándzsával.[5]

## Jelentősége

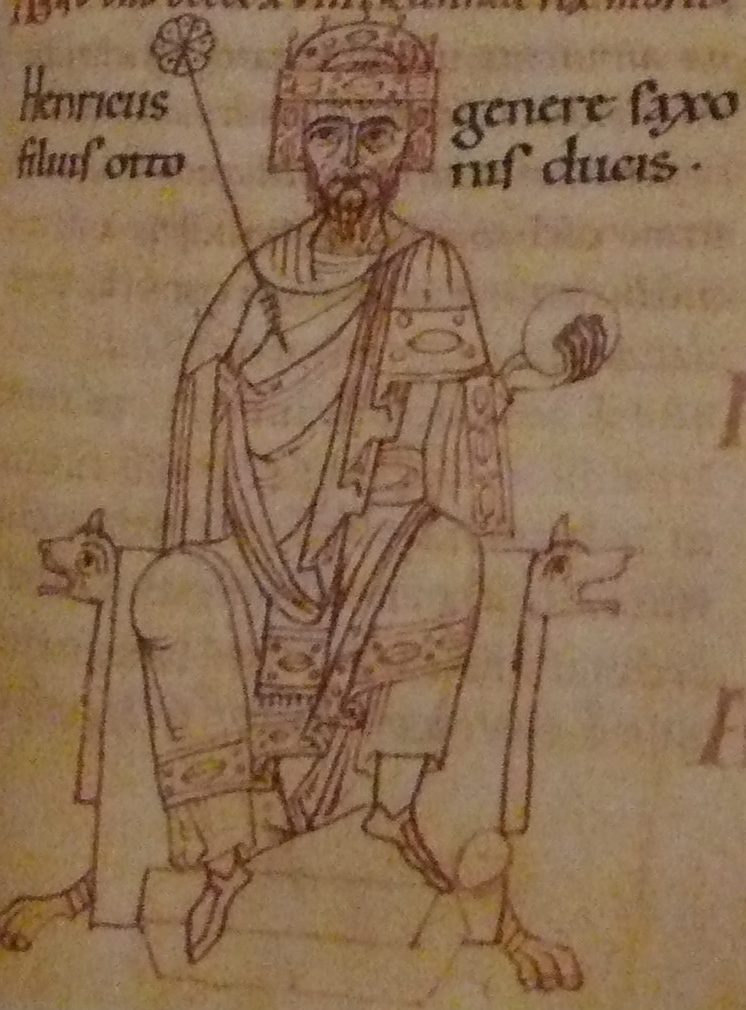
Henrik XII. századi ábrázolása

Trónra lépése mérföldkőnek számított a birodalom története során, hiszen ő volt az, aki elismertette a Nyugati Frank Királysággal a nem Karoling származású uralkodók hatalmát. Ez azért volt jelentős, mert így elismerték, hogy a két birodalom egymástól hivatalosan is kettévált. Létrejöttek a későbbi Német-római Birodalom alapjai, melyet fia, I. Ottó teremtett meg.
Henrik érdemei között felsorolható az is, hogy baráti paktumokkal (amicitiumok) szorosabbra fűzte a szálakat a német hercegségek vezetői és a német király között. A korábbi időszakban a német hercegségek uralkodói kiskirályokként uralkodhattak területükön.
Szászföldön és Türingiában reformokat vezetett be, nyugati minta szerint kolostorokat, katedrálisokat, várakat építtetett. A páncélos lovasságnak (lovagok) vazallusi birtokokat osztogatott.

## Családja
Henrik két házasságából hat gyermeke született. Első felesége Hatheburg (876 k. – 909 u.), aki Thankmar (908–938. július 28.) nevű gyermekét szülte. Ezt a házasságot az egyház feloldotta, mert Hatheburg még gyermekkorában megesküdött, hogy apáca lesz. Második feleségével, Ringelheimi Szent Matildával (895 k. – 968. március 14.) 909-ben házasodott össze, akitől a királynak öt gyermeke született:
- I. Ottó német-római császár[12] (912. november 23. – 973. május 7.)
- Szász Gerberga[12] (913 – 984. május 5.)
- Szász Hedwig[12] (922 u. – 965. május 10.)
- I. Henrik, „az Ifjú"[12] (922. április 22. – 955. november 1.), bajor herceg
- Brúnó[12] (925 májusa – 965. október 11.), kölni érsek